# Renault JJ
Pour les articles homonymes, voir JJ.
Le Renault JJ est un locotracteur conçu par Renault en 1922. Il s'agit du premier véhicule roulant à voie normale produit par Renault. 

## Histoire
Le locotracteur, à voie normale, Renault JJ est créé en 1922. Plusieurs dizaines ont été produites jusque dans les années 1930. Initialement équipée d'un moteur de 40 ch, la plupart de la production reçoit un moteur essence de 90 ch. Les derniers JJ produits ont un moteur diesel de 110 ch,.
Un, à moteur 60 ch, sera utilisé sur le réseau du Nord à partir de 1923 et deux seront livrés à la compagnie franco-espagnole du chemin de fer de Tanger à Fès en 1924. Le JJ du Nord est renuméroté LZZ 15 par la SNCF en 1937, puis YR 07001 en 1948. Il avait entretemps été remotorisé avec un moteur diesel.
Très résistants, les JJ restent en service dans les embranchements particuliers jusque dans années 1970.